# Дем'янишина Лариса Семенівна
Лариса Семенівна Дем'яни́шина (нар. 9 липня 1965, Селище) — українська художниця; член творчого об'єднання «Новація» з 2005 року та Національної спілки художників України з 2012 року.

## Біографія
Народилася 9 липня 1965 року в селі Селищі (нині Дністровський район Чернівецької області, Україна). Упродовж 1981—1985 років навчалася в Одеському художньому училищі у Володимира Полнобродського, Володимира Путейка; у 1986—1991 роках — на художньо-графічному факультеті Одеського педагогічного інституту імені Костянтина Ушинського у Наталії Желтомирської, Наталії Миголатьєвої, Есфір Серпіонової.
Протягом 1991—2001 років викладала образотворче мистецтво в авторській середній школі № 3 міста Южного. Нагороджена відзнакою «Відмінник освіти». Одночасно у 1994—1995 роках навчалася на факультеті живопису Одеської художньої академії в Олега Волошининова, Ореста Слєшинського. Вітдоді на творчій роботі.
З 2004 року очолює відділення товариства «Просвіта» у місті Южному. Мешкає в Южному в будинку на вулиці Хіміків, № 14.

## Творчість
Працює у галузях станкового живопису, станкової і книжкової графіки у різних техніках — олійному та акварельному малярстві, пастелі, гуаші, рисунку пером та вуглем, розпису по шовку. Створює пейзажі, натюрморти. Серед робіт:
розпис на шовку
- «Вилкове» (2002);
- «Маковий світанок» (2003);
- «У світі любові» (2003);
- «Різдво» (2003);
- «Карпатське весілля» (2003);

живопис
- «Вітер. Море» (1996);
- «Шлях до сонця» (2000);
- «Вартові моря» (2001);
- «Косий дощ» (2001);
- «Барви Степу» (2003);
- «Мелодія Степу» (2003);
- «На купала» (2006);
- «Хата над лиманом» (2013);
- «В твоє волосся моя мила» (2014);

графіка «Чекання» (1991);
- «Сонячна дівчинка» (1997);
- «Ганка» (2005);
- «Черешневий спогад» (2005).

Створила ілюстрації до книг
- роману «Час не лікує» М. Анисимової (2005);
- збірки дитячих віршів «Чому кричать жаби» Віталія Березінського (2005);
- поеми «Бран» Олекси Різниківа (2006);
- поезій «Береги часу» Геннадія Щипківського (2006);
- «Українська вишивка. Північно-Західне Причорномор'я», ISBN 978-617-7711-09-3 (2018).

Бере участь у мистецьких виставках з 1991 року, українських та закордонних пленерах з 1997 року. Персональні виставки відбулися в Одесі у 2000, 2003—2006 роках, Фленсбурзі у 2004 році, Львові у 2008 році.